# Fulvio Lorigiola
Fulvio Lorigiola (* 6. Januar 1959 in Padua) ist ein ehemaliger italienischer Rugbyspieler. Er nahm 1987 mit der italienischen Rugby-Union-Nationalmannschaft an der Rugby-Union-Weltmeisterschaft teil.